# Chankonabe
Chankonabe (ちゃんこ鍋) là một món hầm Nhật Bản (một loại nabemono hay món dùng trong một nồi) thường được ăn số lượng lớn bởi đô vật sumo như là một phần của chế độ ăn tăng cân.

## Thành phần và tiêu thụ
Món ăn có nước dùng dashi hoặc nước cốt gà với rượu sake hoặc rượu mirin để tăng thêm hương vị. Món ăn không được làm theo một công thức cố định và thường chứa bất cứ thứ gì có sẵn của người nấu; phần lớn thành phần được tạo thành từ một lượng lớn các nguồn protein như thịt gà (cắt nhỏ, bỏ da), cá (làm thành viên tròn và chiên), đậu phụ, hoặc đôi khi thịt bò, và rau (củ cải trắng, cải thìa, v.v.).
Mặc dù được coi là một món ăn hợp lý lành mạnh theo đúng nghĩa của nó, chankonabe rất giàu protein và thường được phục vụ với số lượng lớn, cùng với bia và cơm để tăng số calo. Nước dùng chankonabe còn sót lại sau đó cũng có thể được dùng làm nước dùng cho mì sōmen hoặc mì udon.
Chankonabe theo truyền thống được phục vụ theo độ nhà nghề, với các đô vật thâm niên và bất kỳ khách mời nào của phòng tập sumo nhận được ưu tiên chọn lựa đầu tiên, và các đô vật cấp dưới nhận được bất cứ thứ gì còn lại.